# Floridasur
Floridasur ist eine Freihandelszone („Zona Franca“) in Uruguay.
Sie befindet sich im Zentrum des Landes im Departamento Florida nahe dessen gleichnamiger Hauptstadt. Die Entfernung zur südlich gelegenen Landeshauptstadt Montevideo beträgt 93 Kilometer. Verkehrsinfrastrukturell ist sie über die Ruta 5 erschlossen. Mehr als 500 Firmen und rund 110 Lagerhallen sind hier auf circa 70.000 m² angesiedelt. Die Freihandelszone ist für die Dauer von 50 Jahren bis zum 12. November 2041 eingerichtet.